# Henrik Holm (acteur)
 (janvier 2017).
Si vous disposez d'ouvrages ou d'articles de référence ou si vous connaissez des sites web de qualité traitant du thème abordé ici, merci de compléter l'article en donnant les références utiles à sa vérifiabilité et en les liant à la section « Notes et références ».
Pour l’article homonyme, voir Holm.
Henrik Holm, né le 12 septembre 1995 à Tromsø est un acteur et mannequin norvégien. Il habite actuellement[Quand ?] à Oslo. Il est connu pour avoir interprété le rôle d'Even Bech Næsheim, un des personnages principaux de la saison 3 de la série norvégienne Skam. Cette série a été produite et diffusée par la chaîne de télévision norvégienne NRK3.
Il y joue le rôle d'un lycéen bipolaire et pansexuel.

## Filmographie

### Série télévisée
- 2013 : Halvbroren : Peder jeune
- 2016 - 2017 : Skam : Even Bech Næsheim (18 épisodes)

## Nominations et récompenses
Gullruten Award : prix de l'Audience Award